# 新行橋病院
社会医療法人財団 池友会 新行橋病院 （しゃかいいりょうほうじんざいだん ちゆうかい しんゆくはしびょういん）は、福岡県行橋市にある医療機関。社会医療法人財団池友会が運営する民間病院である。2010年4月1日に地域医療支援病院の承認を受け、2010年5月14日付で京築保健医療圏（行橋市、豊前市など2市5町）の災害拠点病院（地域災害医療センター）の指定を受けた。

## 診療科
- 内科
  - ハートセンター
- 外科
- 呼吸器外科
- 整形外科
- 脳神経外科
- 脊髄外科
- 形成外科
- 泌尿器科
- 人工透析
- 皮膚科
- 麻酔科
- 病理部
- 救命救急部

## 医療機関の指定等
- 保険医療機関
- 救急告示医療機関
- 労災保険指定医療機関
- 指定自立支援医療機関（更生医療）
- 身体障害者福祉法指定医の配置されている医療機関
- 生活保護法指定医療機関
- 地域医療支援病院
- 災害拠点病院
- 臨床研修指定病院（管理型・協力型）
- DPC対象病院

## 交通アクセス
- JR九州日豊本線新田原駅下車、徒歩約5分。
- 太陽交通バス郡界・工業団地線が下りのみ乗り入れ[2]。